# Georg Tesche

Georg Tesche

Georg Tesche (* 28. Dezember 1901 in Saarau; † 30. Dezember 1989 in Bückeburg) war ein deutscher Politiker (NSDAP).

## Leben und Wirken
Nach dem Besuch der Volksschule, des Realgymnasiums und der Oberrealschule erlernte Georg Tesche das Müllerhandwerk. Zuletzt übte er diesen Beruf als Obermüller bei den Hildebrandtschen Mühlenwerken in Völlberg-Wörmlitz aus. 1919 trat er in das Freikorps von Aulock ein, mit dem er sich an den nach dem Ersten Weltkrieg ausgebrochenen deutsch-polnischen Grenzkämpfen in Oberschlesien beteiligte. 1921 kämpfte er mit dem Bataillon Guttentag im Baltikum. Anschließend trat Tesche in den Deutschvölkischen Schutz- und Trutzbund ein.
1929 trat Tesche in die NSDAP ein. Seit 1930 trat er für diese als Gauredner auf. Am 1. Januar 1932 erfolgte seine Ernennung zum Reichsredner. Im September 1932 wurde er zum Kreisleiter befördert. Von Mai 1933 bekleidete er die Positionen des Gauorganisationsleiters der Gauleitung Halle-Merseburg. Im Januar 1936 übernahm Tesche außerdem das Amt des stellvertretenden Gauleiters des Gaues Halle-Merseburg, das er bis Kriegsende 1945 innehaben sollte. Im NSKK fungierte er wiederum seit dem 20. April 1937 als Oberführer. Ab 1940 leistete er Militärdienst.
Von März 1936 bis zum Ende der NS-Herrschaft im Frühjahr 1945 saß Tesche als Abgeordneter für den Wahlkreis 11 (Merseburg) im nationalsozialistischen Reichstag.